# Curtis Peagler
Curtis Peagler (* 17. September 1929 in Cincinnati; † 19. Dezember 1992 in Los Angeles) war ein US-amerikanischer Jazz-Alt- und Tenorsaxophonist.
Curtis Peagler wuchs in Ohio auf; sein Spiel auf dem Altsaxophon war von Charlie Parker, Eddie „Cleanhead“ Vinson und auch von Louis Jordan beeinflusst. Mit 13 Jahren begann er auf dem C-Melody-Saxophon und spielte auf dem Alt in der Formation Sons of Rhythm sowie mit Territory Bands und in der Begleitband der Sängerin Big Maybelle, bevor er 1953 in die US-Army eingezogen wurde. Nach seiner Entlassung aus der Armee im Jahr 1955 studierte er zwei Jahre am Cincinnati Conservatory und spielte dort mit lokalen Bands.
1959/60 entstanden unter Mithilfe von Eddie Lockjaw Davis erste Aufnahmen für Prestige (Disciples Blues). Peagler nahm dann mit Lem Winchester auf und trat mit seiner Band Modern Jazz Disciples auf, mit der er auch für Columbia aufnahm. 1962 zog er nach Los Angeles, wo er als freischaffender Musiker arbeitete, und spielte dann 1966–1967 und 1969 in der Begleitband von Ray Charles und mit Big Black. Zwischen 1971 und 1978 ging er mehrmals mit der Count Basie Band auf Tourneen und begleitete Ella Fitzgerald. Peagler ließ sich danach in Los Angeles nieder und gründete das Label Sea Pea Records, für das er mit eigenen Formationen aufnahm; außerdem wirkte er auf Alben für Pablo Records, u. a. mit Harry Sweets Edison (For My Pals) und Big Joe Turner. Curtis Peagler spielte Mitte der 1980er Jahre in Jeannie und Jimmy Cheathams Sweet Baby Blues Band und wirkte an mehreren Alben der Swingband für das Concord Label mit. 1989 arbeitete er bei Jimmy Smith, 1990 mit Freddie Redd; zuletzt war er 1999 auf Frank Wess’ Concord-Album Entre Nous zu hören.

## Diskographische Hinweise
- The Modern Jazz Disciples – Right Down Front (New Jazz NJLP 8240, 1959/60) mit Curtis Peagler (as, ts) Bill Brown (p) Lee Tucker (b) Slim Jackson (d) William Welley (normaphone)